# Cryphia raddei
Cryphia raddei là một loài bướm đêm trong họ Noctuidae.